# Бабиці (Сілезьке воєводство)
Бабиці (пол. Babice, нім. Babitz) — село в Польщі, у гміні Нендза Рациборського повіту Сілезького воєводства.
Населення — 872 особи (2011).
У 1975-1998 роках село належало до Катовицького воєводства.

## Демографія
Демографічна структура станом на 31 березня 2011 року:
|          | Загалом | Допрацездатний вік | Працездатний вік | Постпрацездатний вік |
| -------- | ------- | ------------------ | ---------------- | -------------------- |
| Чоловіки | 419     | 68                 | 300              | 51                   |
| Жінки    | 453     | 71                 | 274              | 108                  |
| Разом    | 872     | 139                | 574              | 159                  |